# Spojené státy americké na Zimních olympijských hrách 1992
Spojené státy americké na Zimních olympijských hrách 1992 reprezentovalo 147 sportovců (97 mužů a 50 žen) v 12 sportech.

## Medailisté
| Medaile | Jméno                                                        | Sport                | Disciplína           |
| ------- | ------------------------------------------------------------ | -------------------- | -------------------- |
| Zlato   | Kristi Yamaguchiová                                          | Krasobruslení        | Ženy jednotlivci     |
| Zlato   | Donna Weinbrechtová                                          | Akrobatické lyžování | Ženy boule           |
| Zlato   | Cathy Turnerová                                              | Short track          | Ženy 500 m           |
| Zlato   | Bonnie Blairová                                              | Rychlobruslení       | Ženy 500 m           |
| Zlato   | Bonnie Blairová                                              | Rychlobruslení       | Ženy 1 000 m         |
| Stříbro | Hilary Lindh                                                 | Alpské lyžování      | Ženy sjezd           |
| Stříbro | Diann Roffeová                                               | Alpské lyžování      | Ženy obří slalom     |
| Stříbro | Paul Wylie                                                   | Krasobruslení        | Muži jednotlivci     |
| Stříbro | Darcie Dohnal Amy Peterson Cathy Turnerová Nikki Ziegelmeyer | Short track          | Ženy štafeta 3 000 m |
| Bronz   | Nancy Kerriganová                                            | Krasobruslení        | Ženy jednotlivci     |
| Bronz   | Nelson Carmichael                                            | Akrobatické lyžování | Muži boule           |